# Bertrand Ier (évêque d'Uzès)
Pour l’article homonyme, voir Bertrand Ier.
Bertrand Ier, est le 24e évêque d'Uzès, son épiscopat dure de 1188 à 1190.

## Chronologie
| 1183. | Suivant des Bénédictins il aurait succédé à Raymond II. |
| 1186. | Il avait fait son éducation dans l'abbaye de Vézelay, à laquelle il légua une partie de ses biens, en reconnaissance des soins qu'on y avait eus pour lui. |
| 1188. | D'après Ménard, cette succession aurait eu lieu en cette année. Son épiscopat fut de courte durée.                                                         |